# Giv'at Chacir
Giv'at Chacir (hebrejsky: גבעת חציר) je kopcovitý pás o nadmořské výšce 195 metrů v severním Izraeli, v Dolní Galileji.
Leží cca 8 kilometrů západně od centra města Nazaret. Má podobu nevýrazného, severojižně orientovaného kopcovitého hřbetu, který v délce cca 3 kilometrů probíhá mírně zvlněnou, zemědělsky využívanou krajinou. Nejvyšší bod leží na jeho severním okraji, poblíž města Zarzir, k jihu mírně klesá. Nachází se tu ještě několik dílčích vrcholů, včetně pahorku Tel Chacir (180 m n. m.). Na jihu končí u vesnice Manšija Zabda, na okraji Jizre'elského údolí, kam podél východního okraje hřbetu směřuje vádí Nachal Šimron. Podél západního úpatí pásma teče stejným směrem jako Nachal Šimron vádí Nachal Nahalal.